# Sous-région d'Imatra
La sous-région d'Imatra (finnois : Imatran seutukunta) est une sous-région de Carélie du Sud en Finlande. 
Au niveau 1 (LAU 1) des unités administratives locales définies par l'Union européenne elle porte le numéro 093.

## Municipalités
La sous-région d'Imatra est composée des municipalités suivantes :
| Blason              | Municipalité              |
| ------------------- | ------------------------- |
| Imatran vaakuna     | Imatra (ville)            |
| Parikkalan vaakuna  | Parikkala (municipalité)  |
| Rautjärven vakauna  | Rautjärvi (municipalité)  |
| Ruokolahden vaakuna | Ruokolahti (municipalité) |

## Population
Depuis 1980, l'évolution démographique de la sous-région d'Imatra est la suivante,:
| Année      | 1980   | 1985   | 1990   | 1995   | 2000   | 2005   | 2010   |
| ---------- | ------ | ------ | ------ | ------ | ------ | ------ | ------ |
| population | 57 806 | 55 582 | 53 328 | 50 830 | 48 139 | 45 926 | 43 932 |

## Politique
Les résultats de l'élection présidentielle finlandaise de 2018: